# Bolithomya lateralis
Bolithomya lateralis är en tvåvingeart som beskrevs av Camillo Rondani 1856. Bolithomya lateralis ingår i släktet Bolithomya och familjen svampmyggor.
Artens utbredningsområde är Italien. Inga underarter finns listade i Catalogue of Life.